# Macintosh XL
Il Macintosh XL è un personal computer prodotto da Apple, appartenente alla famiglia dei Macintosh Classici (anche se propriamente non deriva dal primo Macintosh). Commercializzato a partire dal 1º gennaio 1985, in realtà non è un nuovo modello ma è un Apple Lisa 2/10 rimarchiato e venduto con un emulatore capace di far funzionare il software scritto per i Macintosh. È stato venduto fino al 1º agosto 1986.

## Storia

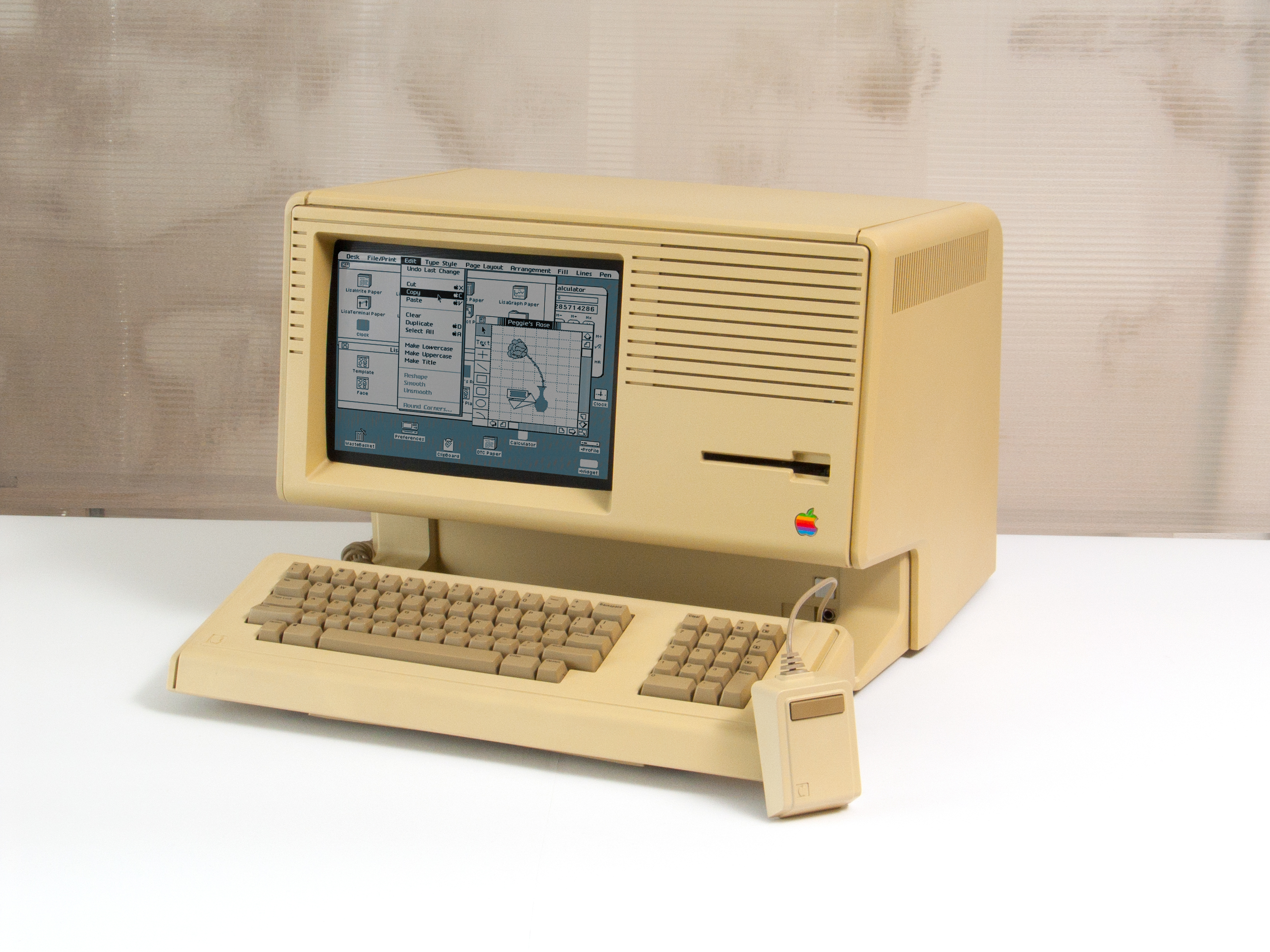
L'interfaccia grafica del Macintosh XL

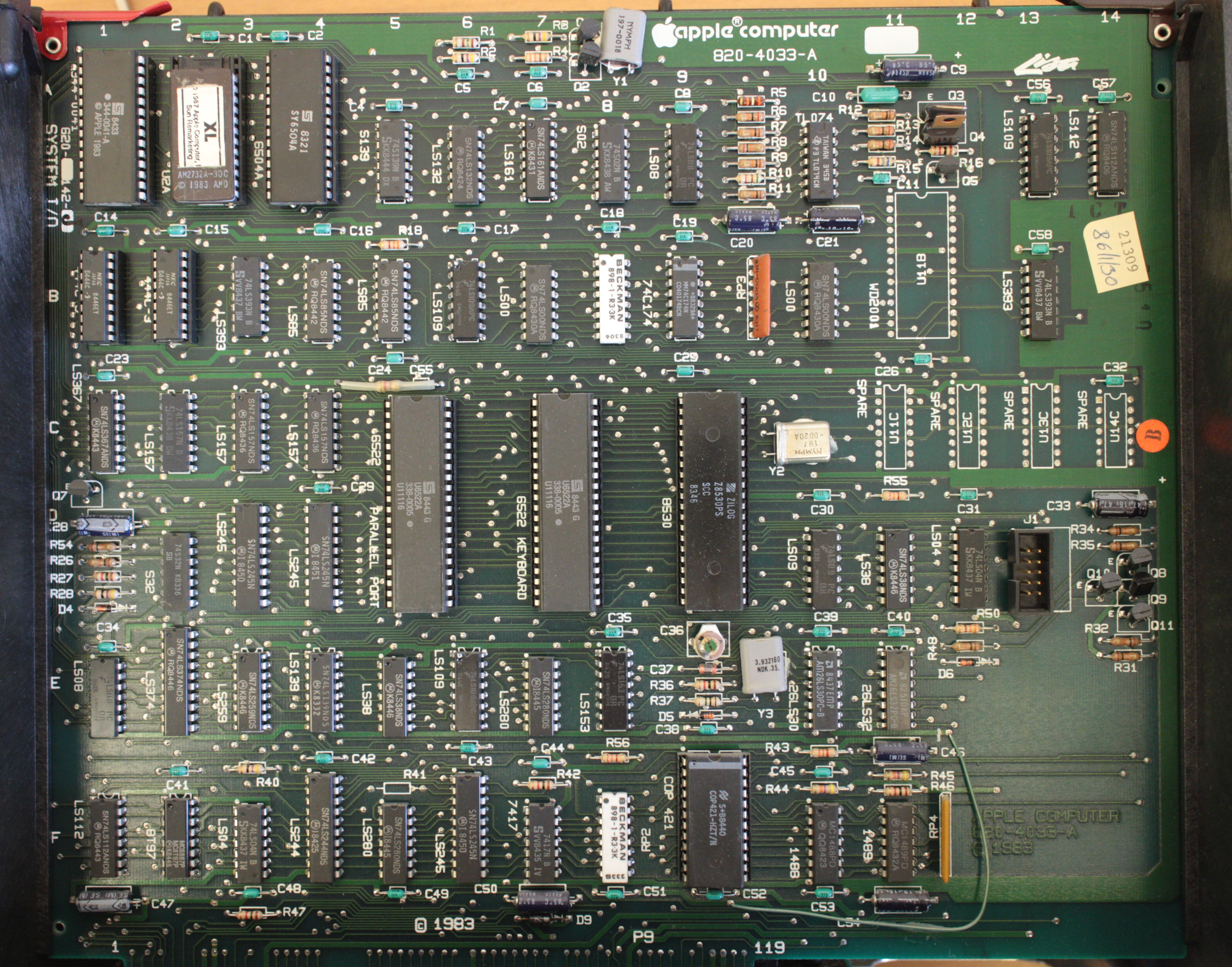
Un Apple Lisa con la ROM per trasformarlo in Macintosh XL (notare il secondo chip in alto a sinistra).

L'Apple Lisa fu il primo personal computer di Apple ad avere un'interfaccia completamente grafica, sviluppata sul modello di quella dello Xerox Alto, un computer che Steve Jobs e gli sviluppatori Apple avevano potuto osservare nel 1979 durante una visita allo Xerox PARC. Il Lisa fu messo in commercio nel 1983 ma il computer, nonostante avesse interessanti caratteristiche, non riscosse molto successo per via dell'elevato prezzo di vendita: 9.999 dollari erano veramente tanti, anche se per quel prezzo l'utente acquistava un computer dotato di uno schermo integrato da 12" capace di visualizzare un'immagine a 720×364 pixel, di 1 MB di RAM, di 2 unità floppy da 5,25" e di un sistema operativo con prelazione. Un ulteriore colpo alla sua diffusione gli arrivò dalla stessa Apple che, il 24 gennaio 1984, presentò il Macintosh, un computer anch'esso con interfaccia grafica e con le stesse potenzialità del Lisa ma che costava solo 2.495 dollari.
Per incrementarne le vendite, insieme al Macintosh fu presentata anche una nuova versione del computer, denominata Lisa 2: rispetto al predecessore, si era cercato di contenerne il prezzo di vendita dimezzando la RAM e sostituendo i due floppy da 5,25" con una nuova unità da 3,5". Veniva offerto anche un modello con un disco rigido interno da 10 MB, denominato Lisa 2/10. Ma anche questo non servì: nei primi 100 giorni di commercializzazione Apple raccolse 50.000 ordini per il Macintosh, quanti il Lisa ne aveva fatti registrare dal suo debutto, avvenuto un anno prima. Un altro fattore a favore del Macintosh era il software: grazie alla sua diffusione gli sviluppatori avevano creato diversi programmi che sfruttavano la sua interfaccia grafica mentre il Lisa non aveva molto software specifico. Per rendere appetibile il Lisa, Apple commercializzò a metà del 1984 MacWorks, un emulatore capace di far girare i programmi del Macintosh sul Lisa. L'emulazione era accurata dal punto di vista software ma presentava purtroppo dei problemi nella visualizzazione dell'interfaccia delle applicazioni a causa della differente geometria e risoluzione degli schermi dei due computer. Il Lisa visualizzava immagini a 720×360 ed i suoi pixel avevano una risoluzione verticale doppia rispetto a quella orizzontale, venendo per questo definiti "pixel rettangolari" (rectangular pixel): questa era una caratteristica utile per lavorare in modalità testuale ad 80 colonne ma non molto indicata per le applicazioni grafiche. Il Macintosh generava invece un'immagine di 512x342 pixel con una risoluzione verticale uguale a quella orizzontale, offrendo quindi pixel perfettamente quadrati. Purtroppo MacWorks fu sviluppato senza tener conto di queste differenze per cui i programmi del Macintosh fatti girare sul Lisa con l'emulatore mostravano un'interfaccia distorta.
Apple decise di abbandonare il nome Lisa e di sfruttare il nome Macintosh per cercare di risollevare le vendite del computer. Il Lisa 2/10 (il modello con disco interno a 10 MB) fu perciò messo in commercio il 1º gennaio 1985 come Macintosh XL. Il computer fu modificato a livello hardware per sistemare i problemi di visualizzazione riscontrati in precedenza: la risoluzione video fu perciò portata a 640x480 pixel, offrendo lo stesso rapporto della risoluzione del Macintosh e le stesse risoluzioni verticali ed orizzontali, con i pixel che finalmente apparivano quadrati come sul Macintosh. L'emulatore fu rivisto per lavorare con questa nuova modalità grafica e fu denominato MacWorks XL. Esso era distribuito su due dischetti: il primo era denominato "MacWorks XL Bootloader Disk" e caricava l'emulatore, che chiedeva l'inserimento del secondo, denominato "MacWorks XL System Disk", che conteneva il sistema operativo vero e proprio, basato sul System Software e non più sul Lisa OS. Apple offriva anche un aggiornamento per i Lisa 2: sostituendo il chip della ROM che conteneva il firmware si poteva trasformare il computer in un Macintosh XL.

## Caratteristiche tecniche
Essendo quasi identico al Lisa 2/10, il Macintosh XL condivide con esso tutte le specifiche tecniche a parte la differente risoluzione video, modificata per poter far girare i programmi del Macintosh con un aspetto non distorto.
- CPU: Motorola 68000 a 5 MHz
- RAM: 512 KB (espandibile a 2 MB)
- ROM: 16 KB (contiene il codice di diagnostica e quello necessario per avviare il sistema)
- Video: display integrato da 12" capace di 640×480 pixel
- Unità floppy: 1 lettore per floppy da 3,5" e 400 KB
- Disco rigido: 10 MB
- Sistema operativo: MacWorks (basato sul System Software)